# کوپستا نیکا
روبرت کوپر فیلیپس (انگلیسی: Robert Cooper Phillips؛ ۲۷ آوریل ۱۹۷۵ – ۹ اکتبر ۲۰۱۵) با نام هنری کوپستا نیکا (انگلیسی: Koopsta Knicca) موسیقی‌دان اهل ایالات متحده آمریکا بود. وی بین سال‌های ۱۹۹۴ تا ۲۰۱۵ میلادی فعالیت می‌کرد.
وی همچنین عضوی از گروه تری ۶ مافیا بود.

## مرگ
در ۶ اکتبر ۲۰۱۵، فیلیپس دچار سکته مغزی شد؛ حدود سه روز بعد در ساعت ۱ بامداد روز ۹ اکتبر درگذشت.